# Marija Alexandrowna Lassizkene
Marija Alexandrowna Lassizkene, geb. Kutschina (russisch Мари́я Алекса́ндровна Ласицкене (Кучина); * 14. Januar 1993 in Prochladny, Kabardino-Balkarien) ist eine russische Leichtathletin, die sich auf den Hochsprung spezialisiert hat. Sie gewann je eine Goldmedaille bei den Olympischen Sommerspielen 2020, Olympischen Jugend-Sommerspielen 2010, den Weltmeisterschaften 2015, 2017 und 2019 und den Europameisterschaften 2018.

## Sportliche Laufbahn

### Sportliche Entwicklung
Kutschina gewann ihre erste internationale Medaille bei den Jugendweltmeisterschaften 2009, wo sie ihre persönliche Bestleistung von 1,85 m sprang und Zweite hinter der Italienerin Alessia Trost wurde. Sie gewann auch eine Silbermedaille beim Europäischen Olympischen Jugendfestival 2009 (EYOF).
Bei den Halleneuropameisterschaften 2011 wurde sie Neunte.
Bei der Moravia High Jump Tour am 26. Januar 2011 im tschechischen Třinec sprang sie 1,97 m und überbot damit den früheren Hallenjugendweltrekord von Desislawa Alexandrowa 1994.
Bei den Europameisterschaften 2014 in Zürich gewann Kutschina die Silbermedaille. 2015 wurde sie in Peking mit der persönlichen Bestleistung von 2,01 m Weltmeisterin. Gegenüber zwei höhengleichen Konkurrentinnen hatte sie dabei die wenigsten Fehlversuche.
Nachdem der russische Leichtathletikverband von internationalen Wettkämpfen ausgeschlossen wurde, bestritt Kutschina 2016 keinen offiziellen Wettkampf.
Seit 2017 startet sie unter neutraler Fahne bei Wettkämpfen und unter ihrem neuen Ehenamen Lasitskene (englische Transkription der russischen Schreibweise). Am 6. Juli 2017 stellte sie in Lausanne mit übersprungenen 2,06 m eine neue Bestleistung auf und am 12. August 2017 verteidigte sie in London ihren Weltmeistertitel.
Bei den Europameisterschaften 2018 in Berlin gewann sie mit einer übersprungenen Höhe von 2,00 m die Goldmedaille.
Sie gewann 45 Wettbewerbe in Folge, die Serie begann am 1. Juli 2016 in Smolensk und endete am 13. Juli 2018 beim Diamond-League-Meeting in Rabat.

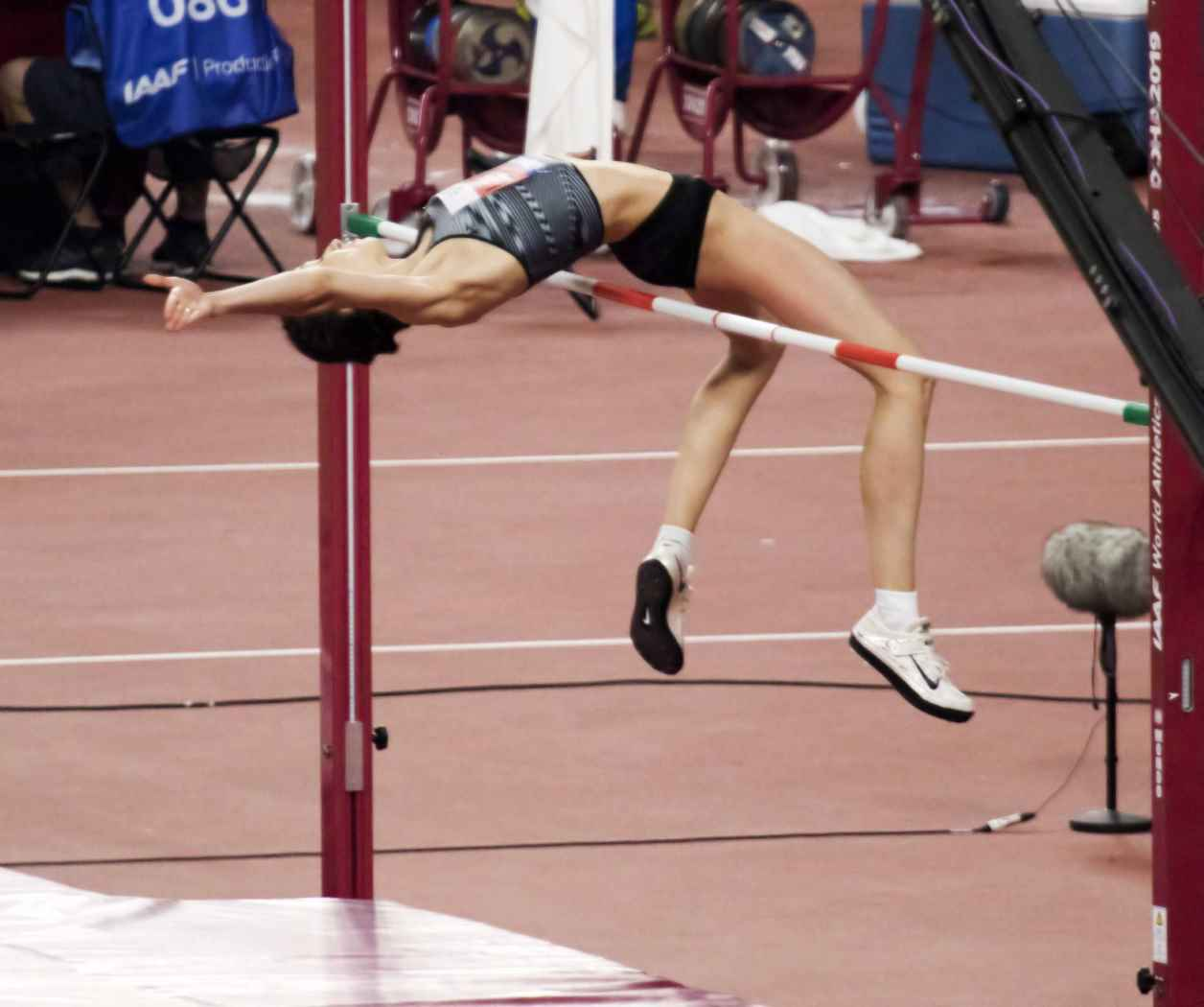
Lassizkene bei den Weltmeisterschaften in Doha (2019)

Ihren dritten Weltmeistertitel in Serie gewann sie mit einer übersprungenen Höhe von 2,04 m bei den Weltmeisterschaften 2019 in Doha. Sie erreichte damit als erste Frau drei Goldmedaillen im Hochsprung. 2021 ließ sie bei den Olympischen Sommerspielen in Tokio mit 2,04 m auch ihre erste Olympia-Goldmedaille folgen.
Zudem gewann sie bisher fünfmal die Diamond League.

### Persönliches
Am 17. März 2017 heiratete Kutschina in Naltschik den russischen Sportreporter Wladas Lassizkas, einen ethnischen Litauer (litauisch Vladas Lasickas), und nahm seinen Namen (litauisch Lasickienė) an.
Sie ist Offizier der Russischen Streitkräfte und seit dem 21. September 2017 Oberleutnant.

### Bestleistungen
Hochsprung, Freiluft: 2,06 m, 6. Juli 2017, Lausanne und 20. Juni 2019, Ostrava

Hochsprung, Halle: 2,05 m, 9. Februar 2020, Moskau

## Auszeichnungen
- Europas Leichtathletin des Jahres (2019)